# 島根県道・鳥取県道107号横田伯南線
島根県道・鳥取県道107号横田伯南線（しまねけんどう・とっとりけんどう107ごう よこたはくなんせん）は、島根県仁多郡奥出雲町から鳥取県日野郡日南町に至る一般県道である。

## 概要
島根県仁多郡奥出雲町横田から鳥取県日野郡日南町霞に至る。

### 路線データ
- 起点：島根県仁多郡奥出雲町横田（島根県道・鳥取県道15号横田多里線交点）
- 終点：鳥取県日野郡日南町霞（霞交差点、岡山県道・鳥取県道8号新見日南線交点）
- 総延長：31.8 km

## 路線状況

### 重複区間
- 島根県道258号草野横田線（島根県仁多郡奥出雲町横田 - 仁多郡奥出雲町大呂）
- 鳥取県道・島根県道108号印賀奥出雲線（鳥取県日野郡日南町下阿毘縁）
- 島根県道・鳥取県道9号安来伯太日南線（鳥取県日野郡日南町下阿毘縁 - 日野郡日南町茶屋）
- 鳥取県道・島根県道106号多里伯太線（鳥取県日野郡日南町茶屋 - 日野郡日南町福寿実）

## 地理

### 通過する自治体
- 島根県
  - 仁多郡奥出雲町
- 鳥取県
  - 日野郡日南町

### 交差する道路
| 交差する道路                                                                                      | 都道府県名 | 市町村名 | 市町村名 | 交差する場所           | 交差する場所    |
| ------------------------------------------------------------------------------------------------- | ---------- | -------- | -------- | ---------------------- | --------------- |
| 島根県道・鳥取県道15号横田多里線                                                                  | 島根県     | 仁多郡   | 奥出雲町 | 横田                   | 起点            |
| 島根県道258号草野横田線 重複区間起点                                                              | 島根県     | 仁多郡   | 奥出雲町 | 横田                   |                 |
| 鳥取県道・島根県道108号印賀奥出雲線                                                               | 島根県     | 仁多郡   | 奥出雲町 | 大呂                   |                 |
| 島根県道258号草野横田線 重複区間終点                                                              | 島根県     | 仁多郡   | 奥出雲町 | 大呂                   |                 |
| 島根県道・鳥取県道9号安来伯太日南線 重複区間起点 鳥取県道・島根県道108号印賀奥出雲線 重複区間起点 | 鳥取県     | 日野郡   | 日南町   | 下阿毘縁（しもあびれ） |                 |
| 鳥取県道・島根県道108号印賀奥出雲線 重複区間終点                                                  | 鳥取県     | 日野郡   | 日南町   | 下阿毘縁               |                 |
| 島根県道・鳥取県道9号安来伯太日南線 重複区間終点 鳥取県道・島根県道106号多里伯太線 重複区間起点   | 鳥取県     | 日野郡   | 日南町   | 茶屋                   |                 |
| 鳥取県道・島根県道106号多里伯太線 重複区間終点                                                    | 鳥取県     | 日野郡   | 日南町   | 福寿実                 |                 |
| 岡山県道・鳥取県道8号新見日南線                                                                   | 鳥取県     | 日野郡   | 日南町   | 霞                     | 霞交差点 / 終点 |

### 沿線
- JR西日本木次線 出雲横田駅
- 奥出雲町役場 横田庁舎
- 奥出雲町立横田小学校
- 日南町立日南小学校
- 日南町役場（終点付近）
- 道の駅にちなん日野川の郷（終点付近）

### 峠
- 島根県
  - 大管峠（仁多郡奥出雲町 - 鳥取県日野郡日南町）